# Premio Park Kyung-ni
Il Premio Park Kyung-ni  (박경리 문학상) è un riconoscimento letterario internazionale sudcoreano assegnato annualmente alla carriera di uno scrittore.
Istituito nel 2011 in onore della scrittrice Pak Kyongni, è amministrato dalla Fondazione Toji della Cultura il cui nome richiama il celebre romanzo dell'autrice.
Riconosce al vincitore un premio di 100000 dollari.

## Albo d'oro
- 2011 : Choi In-hun
- 2012 : Ljudmila Evgen'evna Ulickaja
- 2013 : Marilynne Robinson
- 2014 : Bernhard Schlink
- 2015 : Amos Oz
- 2016 : Ngugi wa Thiong'o
- 2017 : A. S. Byatt[5]
- 2018 : Richard Ford
- 2019 : Ismail Kadare[6]
- 2020 : Yun Heunggil
- 2022 : Amin Maalouf[7]
- 2023 : Christoph Ransmayr[8]
- 2024 : Sylvie Germain[9]